# Липно на Влтави
Липно на Влтави (чеш. Lipno nad Vltavou) је насељено мјесто са административним статусом сеоске општине (чеш. obec) у округу Чешки Крумлов, у Јужночешком крају, Чешка Република.
Овде се налази Хидроцентрала Липно.

## Становништво
Према подацима о броју становника из 2014. године насеље је имало 654 становника.